# Selecció de futbol de Zimbàbue
La Selecció de futbol de Zimbàbue és l'equip representatiu del país a les competicions oficials. Està dirigida per la Zimbabwe Football Association, pertanyent a la CAF.

## Història
Rhodèsia del Sud va disputar els seus primers partits contra Anglaterra Amateur el juny de 1929, perdent 4–0 i 6–1. El 1965, després de la seva declaració unilateral d'independència, la FIFA requerí a la Federació que esdevingués una organització multi-racial, fet que es produí. El 1969 disputà les seves primeres eliminatòries per accedir a una Copa del Món de futbol.
El 1980, es convertí en Zimbàbue, tornant a disputar unes eliminatòries mundialistes.

## Palmarès
Copa de la COSAFA: 
2000, 2003, 2005, 2009, 2017, 2018
Copa de la CECAFA: 
1985

## Participacions a la Copa d'Àfrica de Nacions
| Copa d'Àfrica de Nacions | Copa d'Àfrica de Nacions | Copa d'Àfrica de Nacions | Copa d'Àfrica de Nacions | Copa d'Àfrica de Nacions | Copa d'Àfrica de Nacions | Copa d'Àfrica de Nacions | Copa d'Àfrica de Nacions | Copa d'Àfrica de Nacions |
| Any                      | Ronda                    | Posició                  | PJ                       | PG                       | PE                       | PP                       | GF                       | GC                       |
| ------------------------ | ------------------------ | ------------------------ | ------------------------ | ------------------------ | ------------------------ | ------------------------ | ------------------------ | ------------------------ |
| 1957 a 1980              | No afiliat a la CAF      | No afiliat a la CAF      | No afiliat a la CAF      | No afiliat a la CAF      | No afiliat a la CAF      | No afiliat a la CAF      | No afiliat a la CAF      | No afiliat a la CAF      |
| 1982 a 2002              | No es classificà         | No es classificà         | No es classificà         | No es classificà         | No es classificà         | No es classificà         | No es classificà         | No es classificà         |
| 2004                     | Fase grups               | 14è                      | 3                        | 1                        | 0                        | 2                        | 6                        | 8                        |
| 2006                     | Fase grups               | 13è                      | 3                        | 1                        | 0                        | 2                        | 2                        | 5                        |
| 2008 a 2015              | No es classificà         | No es classificà         | No es classificà         | No es classificà         | No es classificà         | No es classificà         | No es classificà         | No es classificà         |
| 2017                     | Fase grups               | 14è                      | 3                        | 0                        | 1                        | 2                        | 4                        | 8                        |
| 2019                     | Fase grups               | 21è                      | 3                        | 0                        | 1                        | 2                        | 1                        | 6                        |
| 2021                     | Classificat              | Classificat              | Classificat              | Classificat              | Classificat              | Classificat              | Classificat              | Classificat              |
| 2023                     | ?                        | ?                        | ?                        | ?                        | ?                        | ?                        | ?                        | ?                        |
| 2025                     | ?                        | ?                        | ?                        | ?                        | ?                        | ?                        | ?                        | ?                        |
| Total                    | Fase grups               | 5/33                     | 12                       | 2                        | 2                        | 8                        | 13                       | 27                       |

## Campionat Africà de Nacions
| Campionat Africà de Nacions | Campionat Africà de Nacions | Campionat Africà de Nacions | Campionat Africà de Nacions | Campionat Africà de Nacions | Campionat Africà de Nacions | Campionat Africà de Nacions | Campionat Africà de Nacions | Campionat Africà de Nacions |
| Any                         | Ronda                       | Posició                     | PJ                          | PG                          | PE                          | PP                          | GF                          | GC                          |
| --------------------------- | --------------------------- | --------------------------- | --------------------------- | --------------------------- | --------------------------- | --------------------------- | --------------------------- | --------------------------- |
| 2009                        | Fase grups                  | 6è                          | 3                           | 0                           | 3                           | 0                           | 3                           | 3                           |
| 2011                        | Fase grups                  | 11è                         | 3                           | 1                           | 0                           | 2                           | 2                           | 3                           |
| 2014                        | Quart                       | 4t                          | 6                           | 2                           | 3                           | 1                           | 3                           | 2                           |
| 2016                        | Fase grups                  | 13è                         | 3                           | 0                           | 1                           | 2                           | 1                           | 3                           |
| 2018                        | No es classificà            | No es classificà            | No es classificà            | No es classificà            | No es classificà            | No es classificà            | No es classificà            | No es classificà            |
| 2020                        | Fase grups                  | 16th                        | 3                           | 0                           | 0                           | 3                           | 1                           | 5                           |
| 2022                        | ?                           | ?                           | ?                           | ?                           | ?                           | ?                           | ?                           | ?                           |
| Total                       | Quart                       | 5/6                         | 15                          | 3                           | 7                           | 5                           | 9                           | 11                          |

## Participacions en la Copa del Món
| Copa del Món | Copa del Món              | Copa del Món              | Copa del Món              | Copa del Món              | Copa del Món              | Copa del Món              | Copa del Món              | Copa del Món              |                           | Classificació             | Classificació             | Classificació             | Classificació             | Classificació             | Classificació             |                           |
| Any          | Ronda                     | Posició                   | PJ                        | PG                        | PE                        | PP                        | GF                        | GC                        | PJ                        | PG                        | PE                        | PP                        | GF                        | GC                        |                           |                           |
| ------------ | ------------------------- | ------------------------- | ------------------------- | ------------------------- | ------------------------- | ------------------------- | ------------------------- | ------------------------- | ------------------------- | ------------------------- | ------------------------- | ------------------------- | ------------------------- | ------------------------- | ------------------------- | ------------------------- |
| 1930 a 1966  | No hi participà           | No hi participà           | No hi participà           | No hi participà           | No hi participà           | No hi participà           | No hi participà           | No hi participà           | No hi participà           | No hi participà           | No hi participà           | No hi participà           | No hi participà           | No hi participà           |                           |                           |
| 1970         | No es classificà          | No es classificà          | No es classificà          | No es classificà          | No es classificà          | No es classificà          | No es classificà          | No es classificà          | No es classificà          | No es classificà          | No es classificà          | No es classificà          | No es classificà          | No es classificà          |                           |                           |
| 1974 a 1978  | No hi participà           | No hi participà           | No hi participà           | No hi participà           | No hi participà           | No hi participà           | No hi participà           | No hi participà           | No hi participà           | No hi participà           | No hi participà           | No hi participà           | No hi participà           | No hi participà           |                           |                           |
| 1982         | No es classificà          | No es classificà          | No es classificà          | No es classificà          | No es classificà          | No es classificà          | No es classificà          | No es classificà          | 2                         | 1                         | 0                         | 1                         | 1                         | 2                         |                           |                           |
| 1986         | No es classificà          | No es classificà          | No es classificà          | No es classificà          | No es classificà          | No es classificà          | No es classificà          | No es classificà          | 2                         | 0                         | 1                         | 1                         | 1                         | 2                         |                           |                           |
| 1990         | No es classificà          | No es classificà          | No es classificà          | No es classificà          | No es classificà          | No es classificà          | No es classificà          | No es classificà          | 4                         | 0                         | 1                         | 3                         | 1                         | 10                        |                           |                           |
| 1994         | No es classificà          | No es classificà          | No es classificà          | No es classificà          | No es classificà          | No es classificà          | No es classificà          | No es classificà          | 10                        | 6                         | 2                         | 2                         | 11                        | 10                        |                           |                           |
| 1998         | No es classificà          | No es classificà          | No es classificà          | No es classificà          | No es classificà          | No es classificà          | No es classificà          | No es classificà          | 8                         | 2                         | 2                         | 4                         | 10                        | 10                        |                           |                           |
| 2002         | No es classificà          | No es classificà          | No es classificà          | No es classificà          | No es classificà          | No es classificà          | No es classificà          | No es classificà          | 8                         | 6                         | 0                         | 2                         | 11                        | 6                         |                           |                           |
| 2006         | No es classificà          | No es classificà          | No es classificà          | No es classificà          | No es classificà          | No es classificà          | No es classificà          | No es classificà          | 12                        | 5                         | 3                         | 4                         | 17                        | 16                        |                           |                           |
| 2010         | No es classificà          | No es classificà          | No es classificà          | No es classificà          | No es classificà          | No es classificà          | No es classificà          | No es classificà          | 6                         | 1                         | 3                         | 2                         | 4                         | 6                         |                           |                           |
| 2014         | No es classificà          | No es classificà          | No es classificà          | No es classificà          | No es classificà          | No es classificà          | No es classificà          | No es classificà          | 6                         | 0                         | 2                         | 4                         | 4                         | 9                         |                           |                           |
| 2018         | Expulsat de la competició | Expulsat de la competició | Expulsat de la competició | Expulsat de la competició | Expulsat de la competició | Expulsat de la competició | Expulsat de la competició | Expulsat de la competició | Expulsat de la competició | Expulsat de la competició | Expulsat de la competició | Expulsat de la competició | Expulsat de la competició | Expulsat de la competició | Expulsat de la competició | Expulsat de la competició |
| 2022         | ?                         | ?                         | ?                         | ?                         | ?                         | ?                         | ?                         | ?                         | ?                         | ?                         | ?                         | ?                         | ?                         | ?                         |                           |                           |
| 2026         | ?                         | ?                         | ?                         | ?                         | ?                         | ?                         | ?                         | ?                         | ?                         | ?                         | ?                         | ?                         | ?                         | ?                         |                           |                           |
| Total        | —                         | 0/21                      | —                         | —                         | —                         | —                         | —                         | —                         | 58                        | 21                        | 16                        | 23                        | 60                        | 71                        |                           |                           |

## Jugadors amb més partits
A 10 setembre 2019
Jugadors en negreta encara estan en actiu.
| #  | Jugador               | Partits | Gols | Carrera   |
| -- | --------------------- | ------- | ---- | --------- |
| 1  | John Phiri            | 118     | 0    | 1983-1997 |
| 2  | Tinashe Nengomasha    | 90      | 1    | 2003–2012 |
| 3  | Gilbert Mushangazhike | 87      | 4    | 1997–2008 |
| 4  | Peter Ndlovu          | 81      | 37   | 1991–2007 |
| 5  | Esrom Nyandoro        | 56      | 4    | 2001–2012 |
| 6  | Thomas Sweswe         | 45      | 2    | 2006–2011 |
| 7  | Benjani Mwaruwari     | 42      | 10   | 1999–2010 |
| 8  | Khama Billiat         | 46      | 17   | 2011–     |
| 8  | Danny Phiri           | 41      | 2    | 2012–     |
| 10 | Knowledge Musona      | 44      | 23   | 2010–     |

| # | Jugador            | Gols | Partits | Carrera   |
| - | ------------------ | ---- | ------- | --------- |
| 1 | Peter Ndlovu       | 37   | 81      | 1991–2007 |
| 2 | Adam Ndlovu        | 34   | –       | –         |
| 3 | Knowledge Musona   | 23   | 44      | 2010–     |
| 4 | Khama Billiat      | 17   | 46      | 2011–     |
| 5 | Benjani Mwaruwari  | 10   | 42      | 1999–2010 |
| 6 | Tinashe Nengomasha | 9    | 90      | 2003–2012 |
| 7 | Ovidy Karuru       | 7    | 39      | 2007–     |
| 8 | Nyasha Mushekwi    | 6    | 21      | 2009–     |
| 9 | Knox Mutizwa       | 5    | 16      | 2009–     |